# Оскар Спітен-Нюсетер
О́скар Спі́тен-Ню́сетер (норв. Oskar Spiten-Nysæter; нар. 29 серпня 2007) — норвезький футболіст, нападник клубу «Молде».

## Клубна кар'єра

### «Стабек»
Вихованець команди «Аскер» з рідного міста, звідки 2021 року перейшов до академії «Стабека». 29 серпня 2022 року підписав з клубом свій перший професіональний контракт.
1 червня 2023 року дебютував в основному складі «Стабека» в матчі Кубка Норвегії проти «К'єлсоса» у віці 15 років, вийшовши на заміну. 20 вересня 2023 року продовжив контракт з клубом до літа 2026 року. 29 жовтня 2023 року в поєдинку проти «Сарпсборг 08» дебютував в Елітесеріен. У віці 16 років і 61 дня став наймолодшим дебютантом клубу в чемпіонаті Норвегії. За підсумками сезону клуб вибув з еліти, але гравець залишився в команді.
1 квітня 2024 року в матчі проти «Олесунна» дебютував у Першому дивізіоні. 11 травня в поєдинку против «Мосса» забив свій перший гол у професіональній кар'єрі. За підсумками червня 2024 року визнаний гравцем місяця у Першому дивізіоні. 15 жовтня 2024 року англійська газета The Guardian назвала його одним з 60-ти найкращих футболістів світу 2007 року народження. 18 жовтня 2024 року підписав з клубом новий трирічний контракт.

### «Молде»
21 липня 2025 року перейшов у «Молде», підписавши трирічний контракт. Сума трансферу становила близько 30 млн норвезьких крон, що стало найбільшим найдорожчим трансфером для норвезьких клубів. 3 серпня дебютував за нову команду в матчі Елітесеріен проти «Брюне», вийшовши на заміну Ейріку Гестаду.

## Кар'єра в збірній
Виступав за збірні Норвегії до 15, до 16, до 17, до 18 і до 19 років.

## Статистика виступів
Станом на 3 серпня 2025
| Клуб              | Сезон             | Чемпіонат         | Чемпіонат | Чемпіонат | Кубок | Кубок | Єврокубки | Єврокубки | Інші  | Інші | Всього | Всього | Всього |
| Клуб              | Сезон             | Дивізіон          | Матчі     | Голи      | Матчі | Голи  | Матчі     | Голи      | Матчі | Голи | Матчі  | Голи   |        |
| ----------------- | ----------------- | ----------------- | --------- | --------- | ----- | ----- | --------- | --------- | ----- | ---- | ------ | ------ | ------ |
| Стабек            | 2023              | Елітесеріен       | 4         | 0         | 1     | 0     | —         | —         | —     | —    | 5      | 0      |        |
| Стабек            | 2024              | Перший дивізіон   | 22        | 11        | 5     | 2     | —         | —         | —     | —    | 27     | 13     |        |
| Стабек            | 2025              | Перший дивізіон   | 8         | 1         | 5     | 2     | —         | —         | —     | —    | 13     | 3      |        |
| Стабек            | Всього            | Всього            | 34        | 12        | 11    | 4     | 0         | 0         | 0     | 0    | 45     | 16     |        |
| Молде             | 2025              | Елітесеріен       | 1         | 0         | 0     | 0     | —         | —         | —     | —    | 1      | 0      |        |
| Всього за кар'єру | Всього за кар'єру | Всього за кар'єру | 35        | 12        | 11    | 4     | 0         | 0         | 0     | 0    | 46     | 16     |        |

## Досягнення
Особисті
- Гравець місяця Першого дивізіону: червень 2024
- Молодий гравець місяця Першого дивізіону (2): травень 2024[21], червень 2024